# Once Upon a Summertime (альбом Блоссом Дири)
Once Upon a Summertime — четвёртый студийный альбом американской певицы и пианистки Блоссом Дири, записанный в сентябре 1958 года при участии гитаристом Манделла Лоу, басиста Рэя Брауна и барабанщика Эда Тигпена. Релиз пластинки состоялся в том же году на лейбле Verve Records.

## Отзывы критиков
| Оценки критиков                            | Оценки критиков |
| Источник                                   | Оценка          |
| ------------------------------------------ | --------------- |
| AllMusic                                   | [ 1 ]           |
| Billboard                                  | [ 2 ]           |
| Encyclopedia of Popular Music              | [ 3 ]           |
| MusicHound Jazz: The Essential Album Guide | [ 4 ]           |
| The Penguin Guide to Jazz                  | [ 5 ]           |
| The Rolling Stone Jazz & Blues Album Guide | [ 6 ]           |

Из рецензии Тома Оуэнса из AllMusic: «Это сдержанный сборник камерного джаза в аранжировке для небольшого трио. Дири исполняет материал с мягкой убежденностью; возможно, она никогда не звучит страстно, но никогда не звучит так, будто ей всё равно. В результате получилась приятная запись, которая, возможно, никогда и не будет захватывающей, но никогда не будет плохой». В журнале Billboard отметили, что «мягкий, ласковый, девчачий стиль мисс Дири обволакивает эту восхитительную запись, как тонна сахара». В справочнике The Penguin Guide to Jazz написали, что это «ещё более сдержанный альбом, чем предыдущие, но тонкости исполнения Дири должно быть достаточно, чтобы привлечь внимание самых ушастых к её достоинствам».

## Список композиций
1. «Tea for Two» (Ирвинг Сизар, Винсент Юманс) — 3:20
2. «The Surrey with the Fringe on Top» (Ричард Роджерс, Оскар Хаммерстайн II) — 4:16
3. «Moonlight Saving Time» (Ирвинг Кахал, Гарри Ричман) — 1:59
4. «It Amazes Me» (Сай Коулман, Кэролин Ли) — 4:16
5. «If I Were a Bell» (Фрэнк Лессер) — 3:05
6. «We’re Together» (Стив Аллен, Дон Эллиот) — 2:02
7. «Teach Me Tonight» (Сэмми Кан, Джин Де Пол) — 2:38
8. «Once Upon a Summertime» (Эдди Барклай, Мишель Легран, Эдди Марней, Джонни Мерсер) — 2:43
9. «Down with Love» (Гарольд Арлен, Йип Харбург) — 1:39
10. «Manhattan» (Ричард Роджерс, Лоренц Харт) — 4:16
11. «Doop-Doo-De-Doop (A Doodlin' Song)» (Сай Коулман, Кэролин Ли) — 2:15
12. «Our Love is Here to Stay» (Джордж Гершвин, Айра Гершвин) — 3:10

## Участники записи
- Бас — Рэй Браун
- Вокал, фортепиано — Блоссом Дири
- Гитара — Манделл Лоу
- Ударные — Эд Тигпен